# Емануеле Ндой
Емануеле Ндой (алб. Emanuele Ndoj, нар. 20 листопада 1996, Катанія) — італійський і албанський футболіст, півзахисник клубу «Брешія» і національної збірної Албанії.

## Клубна кар'єра
Народився 20 листопада 1996 року в місті Катанія. Вихованець юнацьких команд футбольних клубів «Падова» та «Рома».
У дорослому футболі дебютував 2016 року виступами за команду «Брешія» із Серії B, де швидко став гравцем основного складу. В сезоні 2018/19 допоміг команді здобути підвищення у класі до Серії A.

## Виступи за збірні
Народившись в Італії, але маючи албанське походження, 2012 року отримав запрошення до юнацької збірної Албанії (U-17) і пов'язав свою подальшу кар'єру зі збірними цієї країни.
Протягом 2017–2018 років залучався до складу молодіжної збірної Албанії. На молодіжному рівні зіграв у 7 офіційних матчах.
29 травня 2018 року дебютував в офіційних матчах у складі національної збірної Албанії, а за декілька днів, у своїй другій грі за збірну, відзначився дебютним голом, забивши у товариському матчі проти збірної України (поразка 1:4).

## Статистика виступів

### Статистика клубних виступів
Станом на 14 листопада 2019 року
| Сезон             | Команда           | Чемпіонат         | Чемпіонат | Чемпіонат | Національний кубок | Національний кубок | Національний кубок | Континентальні кубки | Континентальні кубки | Континентальні кубки | Інші змагання | Інші змагання | Інші змагання | Усього | Усього |
| Сезон             | Команда           | Ліга              | Ігор      | Голів     | Ліга               | Ігор               | Голів              | Ліга                 | Ігор                 | Голів                | Ліга          | Ігор          | Голів         | Ігор   | Голів  |
| ----------------- | ----------------- | ----------------- | --------- | --------- | ------------------ | ------------------ | ------------------ | -------------------- | -------------------- | -------------------- | ------------- | ------------- | ------------- | ------ | ------ |
| 2016–17           | «Брешія»          | B                 | 17        | 0         | КІ                 | 1                  | 0                  | -                    | -                    | -                    | -             | -             | -             | 18     | 0      |
| 2017–18           | «Брешія»          | B                 | 22        | 1         | КІ                 | 2                  | 0                  | -                    | -                    | -                    | -             | -             | -             | 24     | 1      |
| 2018–19           | «Брешія»          | B                 | 28        | 3         | КІ                 | 2                  | 0                  | -                    | -                    | -                    | -             | -             | -             | 29     | 3      |
| 2019–20           | «Брешія»          | A                 | 2         | 0         | КІ                 | 0                  | 0                  | -                    | -                    | -                    | -             | -             | -             | 2      | 0      |
| Усього за кар'єру | Усього за кар'єру | Усього за кар'єру | 69        | 4         |                    | 5                  | 0                  |                      | -                    | -                    |               | -             | -             | 74     | 4      |

### Статистика виступів за збірну
Станом на 14 листопада 2019 року
| Дата       | Місто        | Господарі | Результат | Гості    | Турнір                               | Голи | Примітки |
| ---------- | ------------ | --------- | --------- | -------- | ------------------------------------ | ---- | -------- |
| 29-5-2018  | Цюрих        | Албанія   | 0 – 3     | Косово   | товариський матч                     | -    | 69'      |
| 2-6-2018   | Евіан-ле-Бен | Албанія   | 1 – 4     | Україна  | товариський матч                     | 1    |          |
| 10-9-2018  | Глазго       | Шотландія | 2 – 0     | Албанія  | Ліга націй УЄФА 2018-2019 - 1-й етап | -    | 64' 66'  |
| 10-10-2018 | Ельбасан     | Албанія   | 0 – 0     | Йорданія | товариський матч                     | -    | 46'      |
| 8-6-2019   | Рейк'явік    | Ісландія  | 1 – 0     | Албанія  | Відбір до ЧЄ 2020                    | -    | 72'      |
| 14-11-2019 | Ельбасан     | Албанія   | 2 – 2     | Андорра  | Відбір до ЧЄ 2020                    | -    | 60'      |
| Усього     |              | Матчів    | 6         |          | Голів                                | 1    |          |

| Дата       | Місто     | Господарі         | Результат | Гості             | Турнір                             | Голи | Примітки |
| ---------- | --------- | ----------------- | --------- | ----------------- | ---------------------------------- | ---- | -------- |
| 25-3-2017  | Ельбасан  | Албанія           | 0 – 0     | Молдова           | Товариський матч                   | -    | 57'      |
| 27-3-2017  | Тирана    | Албанія           | 2 – 0     | Молдова           | Товариський матч                   | -    | 66' 77'  |
| 31-8-2017  | Лурган    | Північна Ірландія | 1 – 0     | Албанія           | Кваліфікація молодіжного Євро-2019 | -    | 32'      |
| 4-9-2017   | Рейк'явік | Ісландія          | 2 – 3     | Албанія           | Кваліфікація молодіжного Євро-2019 | -    | 83'      |
| 10-11-2017 | Тирана    | Албанія           | 1 – 1     | Північна Ірландія | Кваліфікація молодіжного Євро-2019 | -    |          |
| 23-3-2018  | Тирана    | Албанія           | 2 – 3     | Словаччина        | Кваліфікація молодіжного Євро-2019 | -    |          |
| 27-3-2018  | Жиліна    | Словаччина        | 4 – 1     | Албанія           | Кваліфікація молодіжного Євро-2019 | -    |          |
| Усього     |           | Матчів            | 7         |                   | Голів                              | 0    |          |